# Білецький Ієремія Стефанович
Ієремі́я Біле́цький — київський майстер художнього лиття та золотар 1-ї половини 18 століття.
В музеях збереглися його твори: культовий посуд та коштовні срібні позолочені оправи книжок з викарбуваними підписами «сіе ev дълал Іеремъи Бълецкий Zлотник Кіевскій», датовані 1722 і 1738. Композиції оправ книжок часто складні, в них багато пишних непрорізних орнаментів з квітів та овочів, травлений почорнений фон.